# Volksbank Hunsrück-Nahe
Die Volksbank Hunsrück-Nahe eG war eine deutsche Genossenschaftsbank. Das Geschäftsgebiet umfasste die Kreise Rhein-Hunsrück und Birkenfeld sowie Teile des Kreises Bernkastel-Wittlich.

## Geschichte
Die Volksbank Hunsrück-Nahe eG entstand aus mehreren kleinen Instituten. Die Gründungsjahre dieser Banken reichen bis 1871 zurück. 1999 entstand aus der Volksbank-Raiffeisenbank Idar-Oberstein eG und der Raiffeisenbank Birkenfeld eG die Volksbank-Raiffeisenbank Naheland eG, die im Juni 2009 zusammen mit der Volksbank Hunsrück eG zur Volksbank Hunsrück-Nahe eG wurde. Die Volksbank Hunsrück eG wiederum entstand aus einer Fusion im Jahr 2000 zwischen der Volksbank Kirchberg-Hunsrück eG und der Hunsrück Bank eG. Der neu entstandenen Bank schloss sich im Jahr 2006 auch die Raiffeisenbank „Idarwald“ eG an.
Am 1. Juli 2022 erfolgte die Fusion mit der Vereinigten Volksbank Raiffeisenbank eG in Wittlich. Seitdem heißt die Volksbank Hunsrück-Nahe eG Vereinigte Volksbank Raiffeisenbank eG. Mit rund 455 Mitarbeitern betreut die Vereinigte Volksbank Raiffeisenbank eG 27 Geschäftsstellen sowie etwa 102.000 Privat- und Firmenkunden. Das Geschäftsgebiet erstreckt sich links- und rechtsseitig der Mosel und zieht sich über die Hunsrück-Nahe-Region bis nach Wittlich und die Eifel.

## Geschäft

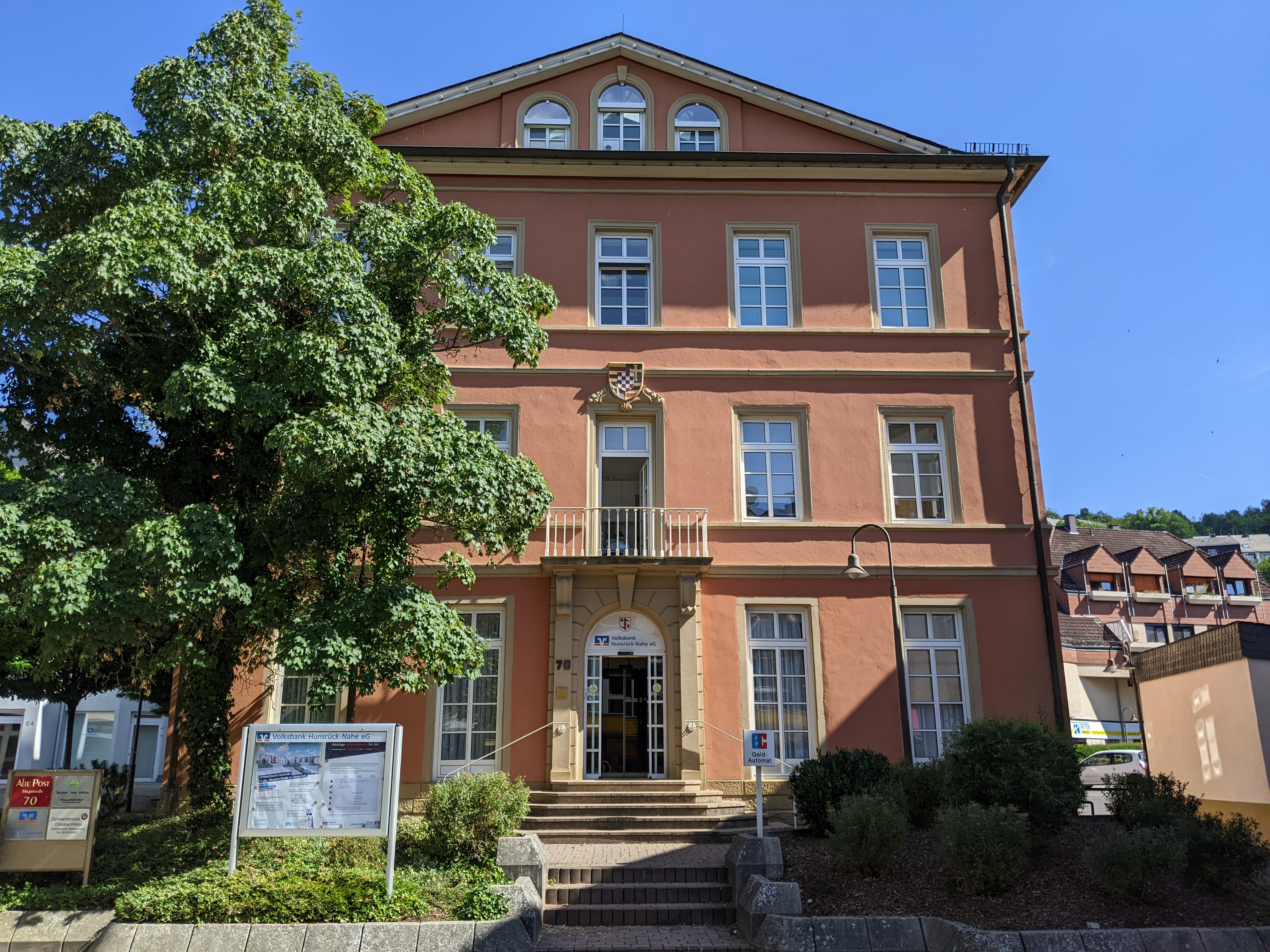
Filiale Idar-Oberstein

Die Bank betrieb sechs größere Filialen in Simmern, Idar-Oberstein, Kirchberg, Birkenfeld, Rhaunen und Sohren sowie weitere 10 Geschäftsstellen und einige SB-Geschäftsstellen. Hier wurden sowohl Privat- als auch Firmenkunden beraten und betreut. Das Kerngeschäft war das Einlagen- und Kreditgeschäft. Daneben vertrieb die Bank auch Produkte der Unternehmen der genossenschaftlichen FinanzGruppe.

## Finanzgruppe
Die Zentralbank der Volksbank Hunsrück-Nahe eG war die DZ Bank. Als Genossenschaftsbank war sie außerdem in die genossenschaftliche Finanzgruppe eingebunden. Zu ihren Verbundpartnern gehörten die Bausparkasse Schwäbisch Hall, R+V Versicherung, Union Investment und easyCredit. Die Volksbank Hunsrück-Nahe war Mitglied der Sicherungseinrichtung des Bundesverbandes der Deutschen Volksbanken und Raiffeisenbanken e.V. (BVR).